# Crocidura mariquensis
Crocidura mariquensis es una especie de musaraña de la familia Soricidae.
Se encuentra en Angola, Botsuana, República Democrática del Congo, Mozambique, Namibia, Suazilandia y Zambia. 